# Neusalza-Spremberg
Neusalza-Spremberg är en stad (Landstadt) i Landkreis Görlitz i förbundslandet Sachsen i Tyskland. Staden har cirka 3 200 invånare.
Staden ingår i förvaltningsområdet Neusalza-Spremberg tillsammans med kommunerna Dürrhennersdorf och Schönbach.